# Dichagyris assimilata
Dichagyris assimilata là một loài bướm đêm trong họ Noctuidae.